# ポッジョレアーレ
ポッジョレアーレ（イタリア語: Poggioreale）は、イタリア共和国シチリア州トラーパニ県にある、人口約1,500人の基礎自治体（コムーネ）。

## 名称
標準イタリア語以外の言語では以下の名称を持つ。
- シチリア語: Poggiuriali または Puggiuriali

## 地理

### 位置・広がり
トラーパニ県東部のコムーネで、ベリーチェ川 (Belice) の谷筋、ヴァッレ・デル・ベリーチェ (it:Valle del Belice) に位置する。

#### 隣接コムーネ
隣接するコムーネは以下の通り。括弧内のPAはパレルモ県所属を示す。
- コンテッサ・エンテッリーナ (PA)
- ジベッリーナ
- モンレアーレ (PA)
- サラパルータ

## 歴史
1968年に発生したベリーチェ地震 (1968 Belice earthquake) により、集落は大きな被害を受けた。数km離れたより安全な場所に集落が建設され、住民は全員新集落に移住した。

## 社会

### 経済・産業
主要な産業は農業、果実栽培である。